# 拉斯科洛尼亞斯縣

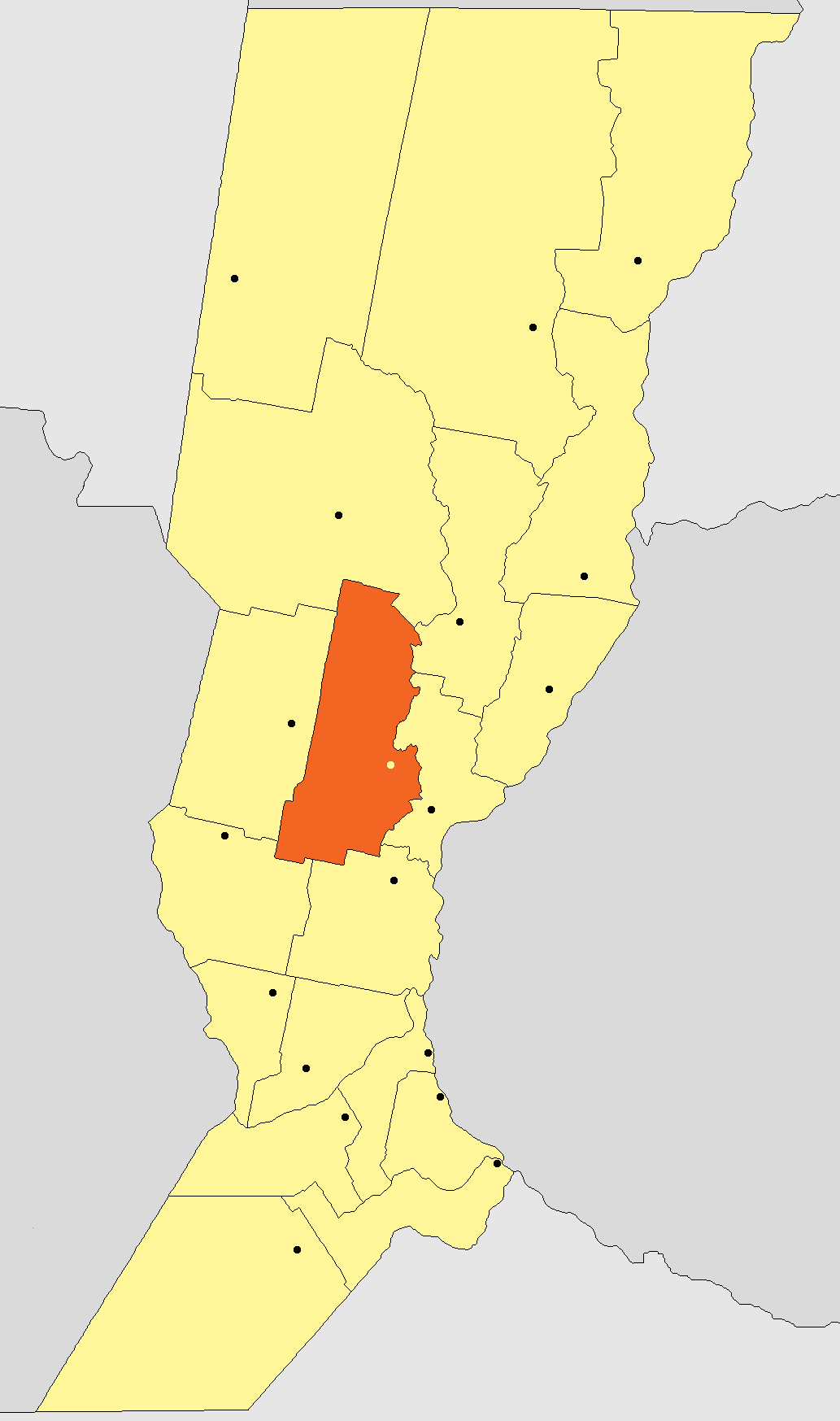

31°25′S 60°56′W / 31.417°S 60.933°W
拉斯科洛尼亞斯縣（西班牙語：Departamento Las Colonias），是阿根廷的縣份，位於該國東北部聖大非省，首府設於埃斯佩蘭薩，面積6,439平方公里，2010年人口104,946，人口密度每平方公里16.3人。

## 外部連結
- Inforama （页面存档备份，存于） - Municipalities of the Las Colonias Department.